# Police métropolitaine de Caracas

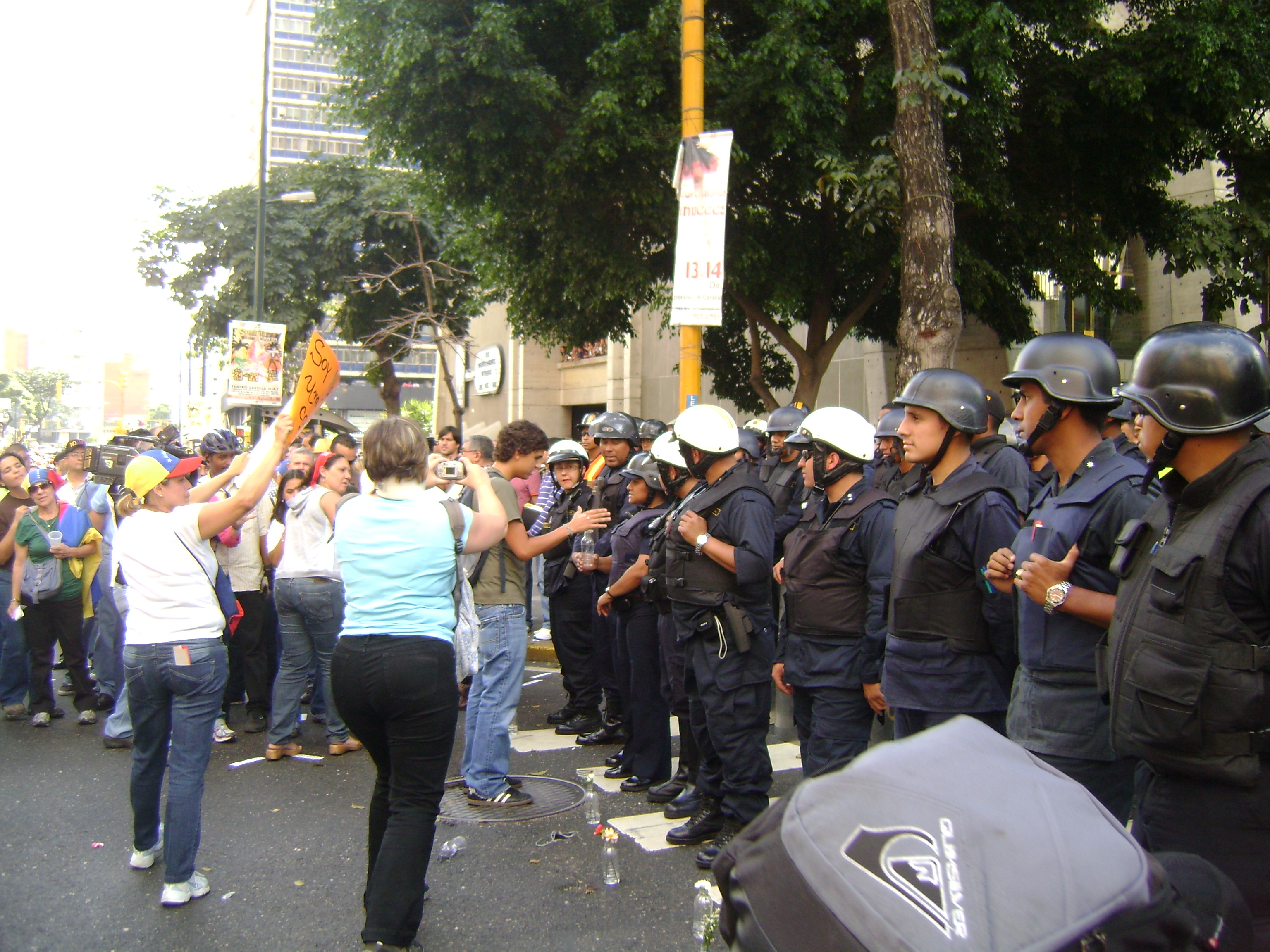
Membres de la police métropolitaine de Caracas en 2009.

La police métropolitaine de Caracas est une ancienne institution vénézuélienne créée le 21 décembre 1969 pour assurer les fonctions de police dans l'aire métropolitaine de Caracas. Depuis le 5 avril 2011, ses fonctions sont prises en charge par la police nationale bolivarienne, sous l'autorité du ministère de l'Intérieur.
La Police métropolitaine de Caracas comptait environ 8 500 agents et son siège se trouvait au nord-ouest de Caracas. Son commandement fut d'abord placé sous les ordres du Gouvernement du District Fédéral de Caracas, puis sous celui de la Mairie Métropolitaine de Caracas. De 2008 à 2011, la Police métropolitaine se trouva sous l'autorité du Ministère de l'Intérieur, du Ministère de la Défense, du Ministère public et de la Police scientifique.
La juridiction de la Police métropolitaine comportait cinq secteurs correspondant aux cinq communes qui forment l'aire métropolitaine de Caracas : Libertador, Chacao, Baruta, El Hatillo et Sucre (les quatre derniers se trouvant dans l'État du Miranda).